# Nymphon maculatum
Nymphon maculatum is een zeespin uit de familie Nymphonidae. De soort behoort tot het geslacht Nymphon. Nymphon maculatum werd in 1910 voor het eerst wetenschappelijk beschreven door Carpenter. 